# Interstate 72
L'Interstate 72 (I-72) è un'autostrada statunitense della Interstate Highway che si estende per 288,54 chilometri e collega Hannibal con Champaign passando per Springfield.